# Biagio Budelacci
Biagio Budelacci (* 18. Juni 1888 in Faenza; † 27. August 1973 in Rom) war ein italienischer römisch-katholischer Geistlicher und Weihbischof im suburbikarischen Bistum Frascati.

## Leben
Er empfing am 10. August 1912 die Priesterweihe für das Bistum Faenza. Im Jahr 1926 kam er mit Kardinal Michele Lega nach Frascati und wurde dessen Generalvikar.
Papst Pius XI. berief ihn am 18. Juni 1936 zum Titularbischof von Nyssa und zum Weihbischof im suburbikarischen Bistum Frascati. Die Bischofsweihe spendete ihm am 12. Juli desselben Jahres der Kardinalbischof von Frascati Francesco Kardinal Marchetti Selvaggiani; Mitkonsekratoren waren Erzbischof Amleto Giovanni Cicognani sowie der Bischof von Macerata und Tolentino Domenico Argnani. Wegen seiner humanitären und caritativen Tätigkeit während des Zweiten Weltkrieges verlieh ihm die Stadt Frascati 1946 die Ehrenbürgerwürde.
Als Papst Johannes XXIII. im Jahr 1962 die Einsetzung eines Diözesanbischofs für das Bistum Frascati verfügte, trat Biagio Budelacci vom Amt des Weihbischofs zurück.